# Жаппаркуль, Жазира Абдрахмановна
Жазира Абдрахмановна Жаппаркуль (род. 22 декабря 1993) — казахстанская тяжёлоатлетка, двукратный серебряный призёр чемпионатов мира, чемпионка юношеской Олимпиады 2010 года, серебряный призёр Олимпийских игр 2016 года

## Биография
Жазира родилась в городе Арыс Южно-Казахстанской области и была седьмым ребёнком в многодетной семье. С 2001 года начала заниматься тяжёлой атлетикой. Первые большие успехи пришли в 2010 году. На юношеском чемпионате Азии она в категории до 69 кг заняла второе место, показав результат 88+108 кг. В этом же году она становится чемпионкой юношеской Олимпиады 2010 года в категории до 63 кг, показав результат 90+115.
На чемпионате мира 2011 года в Париже Жазира в категории до 69 кг была лишь 13-й с результатом 100+128=228.
В 2012 году на юношеском чемпионате мира Жазира становится чемпионом в категории до 69 кг с результатом 106+139=245 кг.
На чемпионате мира 2013 года во Вроцлаве была лишь девятой с результатом 103+128=231.
На Азиатских играх 2014 года была четвёртой с результатом 118+145=263.
На чемпионате мира 2014 года в Алматы стала вице-чемпионкой с результатом 118+144=262.
На чемпионате мира 2015 года в Хьюстоне стала серебряным призёром с результатом 116+140=256 и получила право на участие в Олимпийских играх 2016 года в Рио-де-Жанейро.
В настоящее время[какое?] живёт и тренируется в Шымкенте. Студентка факультета «Физической культуры и спорта» ЮКГУ им. М. О. Ауэзова.
Мастер спорта Республики Казахстан международного класса.